# エビスダイ
エビスダイ（恵比寿鯛・夷鯛、学名：Ostichthys japonicus ） はキンメダイ目イットウダイ科アカマツカサ亜科（Soldierfish）に分類される魚の一種。

## 分布
西太平洋の南日本からアンダマン諸島、オーストラリア沿岸海域に生息する。フィジーやツバルでも知られている。